# Листомания
«Листомания» (англ. Lisztomania) — музыкальный кинофильм британского режиссёра Кена Рассела 1975 года.

## Сюжет
Фильм рассказывает о жизни Ференца Листа, талантливого композитора и пианиста, представляя её в виде истории восхождения и заката рок-звезды. Любовный роман с Рихардом Вагнером, нежелание вступать в брак с русской княжной, и как итог — монашеская жизнь.

## В ролях
- Роджер Долтри — Ференц Лист
- Сара Кестельман — княгиня Каролина
- Пол Николас — Рихард Вагнер
- Ринго Старр — Папа Римский
- Рик Уэйкман — Тор
- Джон Джустин — граф д’Aгу
- Фиона Льюис — Мария д’Aгу
- Вероника Квиллиган — Козима
- Нелл Кемпбелл — Ольга Янина
- Эндрю Рейли — Ханс фон Бюлов
- Анулька Дзюбиньска — Лола Монтес
- Изабелла Тележинська — Надежда фон Мекк
- Имоген Клер — Жорж Санд
- Мюррей Мелвин — Гектор Берлиоз
- Кен Пэрри — Россини
- Эндрю Фаулдс — Штраус
- Кеннет Колли — Фредерик Шопен
- Отто Диамант — Феликс Мендельсон